# Армии РККА в Гражданской войне
Армии РККА в Гражданской войне в России — общевойсковое оперативное формирования (общевойсковые, конные и трудовые армии, объединения — армии) Рабоче-крестьянской Красной армии (Красной армии, РККА) Российской Советской Республики во время Гражданской войны и интервенции в России.
Армии предназначались для ведения операций в составе фронта или самостоятельно (на отдельном операционном направлении), тогда отдельная. В годы Гражданской войны и интервенции в армию (общевойсковую) входили три — 6 стрелковых и одна — две кавалерийские дивизии. В 1920 году армия (общевойсковая) состояла из 4 — 5 стрелковых и кавалерийской дивизий, насчитывая 20 000 — 40 000 штыков и сабель с 80 — 120 орудиями. В годы Гражданской войны в составе фронтов (групп армий) РККА находилось 16 армий.

## Начальный этап строительства РККА
В условиях австро-венгерской и германской интервенции в начале 1918 года были созданы малочисленные армии (общевойсковые) с выборным командным составом, не имевшие чёткой организации, полевых управлений (штабов) и тылов (1-я, 2-я и Особая Западного фронта по борьбе с контрреволюцией — в январе — марте 1919 года; 1-я, 2-я. 3-я, 4-я, 5-я, 1-я Донская, Донецкая и 2-я Особая, находившиеся в подчинении Главковерха южных советских республик в марте — мае 1918 года).

## Всеобщая воинская повинность и массовые армии
После принятия декрета о всеобщей воинской повинности с июня 1918 года действующие войска стали сводить в регулярные полевые (общевойсковые) армии, в 1919 — 1920 годах были образованы конные армии.
Отдельные армии подчинялись непосредственно Главному командованию Красной армии, не отдельные — входили в состав фронтов. Создавались также запа́сные армии, трудовые армии, продармии.
В 1918—1921 годах в РККА были последовательно созданы следующие армии:
- 1-я, 2-я, 3-я, 4-я, 5-я Восточного фронта;
- Таманская на Северном Кавказе;
- 6-я Северного фронта;
- 8-я, 9-я, 10-я Южного фронта;
- 7-я Северного фронта;
- Западная отдельная, 11-я а 12-я Южного фронта;
- Отдельные армии Советской Латвии и Эстляндская;
- 13-я Южного фронта;
- Туркестанская Восточного фронта;
- 11-я отдельная, 1-я, 2-я, 3-я Украинские и Крымская советские армии Украинского фронта;
- 1-я Конная Южного фронта;
- 2-я Конная Юго-Западного фронта.
- Трудовая армия

В ходе войны на новых или прежних театрах военных действий (ТВД) были вновь воссозданы 11-я армия Туркестанского фронта; 3-я и 4-я Западного фронта, 6-я Юго-Западного фронта, 4-я Южного фронта, 10-я Терско-Дагестанская Кавказского фронта.
На базе расформированных 1-й, 3-й и 2-Й Украинской советских армий (общевойсковых) были образованы 12-я армия Западного фронта и 14-я Южного фронта. Армии Советской Латвии и Белорусско-Литовская армия (ранее Западная) были преобразованы и переименованы в 15-ю и 16-ю армии Западного фронта.
В конце 1918 года — начале 1919 годов группировки советских войск, оказавшиеся в отрыве от главных сил армии или фронта, иногда объединялись под единым командованием и получали название армий.
В действующей армии находилось: в 1918 году — до 11, в 1919 году — до 20, в 1920 году — до 15 армий, в каждой из которых насчитывалось от 2 до 9 дивизий.
Общая численность личного состава армии обычно составляла от 30 — 40 до 100 и более тыс. чел. (от 12 — 15 до 45 — 50 тыс. штыков и сабель).

## Структура управления армией
Общее руководство армией осуществлялось полевыми управлениями (штабами), штатная организация которых была различной. В 1919 году полевое управление включало: Реввоенсовет, штаб (отделы — оперативный, административный, военных сообщений, инспекторов — артиллерии, броневых сил, пехоты, кавалерии, инженеров), политический отдел, ревтрибунал, военный контроль (контрразведка), а также другие отделы и подразделения обслуживания.
Отделы состояли из отделений. Например, в оперативный отдел входили отделения начальника разведки, связи, авиации и воздухоплавания. Командующий армией (на правах члена РВС армии) и члены РВС армии [с одобрения ЦК РКП(б)] назначались РВСР, начальники штабов — РВС фронта. В боевой состав полевой армии включались стрелковые (до октября 1918 года — пехотные), кавалерийские дивизии (иногда кавалерийские корпуса), броневые, авиационные, воздухоплавательные части, отдельные подразделения в частях специальных и вспомогательных войск. Иногда армии подчинялись в оперативном отношении флот (например, 7-Й армии в 1919 году и в 1921 году был подчинён Балтфлот), военные флотилии (например, 11-й армии в 1919 году была подчинена Астрахано-Каспийская военная флотилия), конная армия (например, 13-й армии Юго-Западного фронта в 1920 году была подчинена 2-я Конная армия). В отдельных случаях в состав армии (общевойсковой) включались озёрно-речные военные флотилии.